# Заблаће (Исток)
Заблаће (алб. Zabllaq) је насеље у општини Исток на Косову и Метохији.

## Демографија
Насеље има албанску етничку већину, до 1999. године у селу је било око 30% Срба.
Број становника на пописима:
- попис становништва 1948. године: 196
- попис становништва 1953. године: 231
- попис становништва 1961. године: 271
- попис становништва 1971. године: 383
- попис становништва 1981. године: 492
- попис становништва 1991. године: 571